# Ornago
Ornago (lombardul: Ornagh) település Olaszországban, Lombardia régióban, Monza e Brianza megyében. Lakosainak száma 5290 fő (2023. január 1.). Ornago Basiano, Burago di Molgora, Roncello, Bellusco, Cavenago di Brianza és Vimercate községekkel határos.

## Népesség
A település lakossága az elmúlt években az alábbi módon változott:
| Lakosok száma | 4903 | 4955 | 5075 | 5290 |
|               | 2013 | 2017 | 2018 | 2023 |